# Красная Поляна (Незнановское сельское поселение)
Красная Поляна — деревня входящая в состав Незнановского сельского поселения Кораблинского района Рязанской области.

## Географическое положение
Красная Поляна находится в северной части Кораблинского района, в 10 км к северо-западу от райцентра.
Ближайшие населённые пункты:

— посёлок Проницы в 1,5 км к юго-западу по грунтовой дороге.

## Население
| 2010 |
| ---- |
| 8    |

## Природа
На северной окраине Красной Поляны протекает река Проня. Деревня стоит на месте впадения реки Алешни в реку Проню.